# Émile Swinnen
Émile Swinnen var en friidrottare från Belgien. Han deltog vid olympiska sommarspelen 1928.